# Pure Steel Records
La Pure Steel Records è una etichetta discografica tedesca con sede a Schwarzenberg fondata nel 2006 da Kay Anders e Andreas Lorenz, che si dedica principalmente all'heavy metal degli anni '80, ma pubblica anche band delle aree dell'hard rock, del rock progressivo e del doom metal.
L'etichetta principale pubblica gli artisti heavy metal, altri generi sono pubblicati con marchi diversi: Pure Rock Records per la musica rock, Pure Legend Records per l'hard rock, Pure Prog Records per il progressive rock e progressive metal, Pure Underground Records per le realtà del metal più legate alle culture underground e la Karthago Records per le ristampe. Nel giugno 2018 Soulfood Music Distribution aveva 280 dischi di Pure Steel Records nel loro catalogo. La cooperazione è iniziata nel 2014.

## Storia della Pure Steel Records
L'etichetta ha spesso collaborato con altre case nella produzione di album e LP. Nel dicembre 2008 la Pure Steel Records ha pubblicato il primo tributo ufficiale ai Warlock / Doro Pesch.

## Alcuni artisti pubblicati[5]
- Adramelch
- Alltheniko
- Cage
- Chastain
- Cloven Hoof
- Dark Sky
- David Shankle Group
- Deathfist
- Distant Past
- Dragonsfire
- Emerald
- Eternal Reign
- Fatal Embrace
- Firewind
- Forensick
- Halloween
- In Solitude
- Lanfear
- Mayfair
- Ninja
- Omen
- Rage
- Rizon
- Sacred Steel
- Steel Prophet
- The Mystery
- Thomas Laszlo Winkler
- Thomas Vaucher
- Trancemission
- Warrant